# I-fan
I-fan is een zelf geproduceerd tv-spelprogramma uit 2012 van de VRT-jeugdzender Ketnet.

## Formule
Elke aflevering is gewijd aan één binnen- of buitenlandse sterzanger(es) of band, waarvan jonge fans in twee duo's tegen elkaar uitkomen. Quizmaster Brahim, zelf een Vlaamse zanger, test hen eerst in een vragenronde ('Gossip'), dan in een variabele doe-ronde op locatie en ten slotte in een karaoke-achtige meezing- en invulronde. De prijs is een levensgrote kartonnen versie van het idool.

## Sterren van de afleveringen
Tot de binnenlandse thema-sterren behoren Ian Thomas, die zelf opdraafde in de tweede ronde (Planking) en boyband Bandits, die zich over de twee teams verdeelden om te helpen bij het opvissen van knuffels vanuit een slede, alsook de Ketnetband.
Tot de buitenlandse behoren Justin Bieber, Cody Simpson, boyband One Direction en Bruno Mars.